# Буяновац
Буяновац (серб. Бујановац или Bujanovac) — населенный пункт городского типа в Центральной Сербии, в Пчиньском округе, административный центр общины Буяновац. 
Расположен в Прешевской долине на берегу реки Южная Морава в приграничном районе Сербии.
Община Буяновац расположена между общинами Прешево, Трговиште, Вране, Косовска-Каменица и Гнилане.
По данным 2009 года здесь проживало 11 711 жителей, в целом в общине — 43 302 (2002). По переписи 2002 года крупнейшей этнической группой в городе были сербы, в то время как второй по численности этнической группой в городе были албанцы. В настоящее время население города и муниципалитета неизвестно из-за бойкота переписи 2011 года со стороны местного албанского населения.
Известен своими источниками минеральной воды, поэтому его также называют Буяновачка—Баня (серб. Бујановачка Бања).

## Топонимика
Название Буяновац происходит от Bujan, что на старосербском (bujati — цветение) означает «цветущий».

## История
В древности территория современного Буяноваца была заселена иллирийским племенем дарданцы, позже входила в состав Римской империи, находилась под властью Византии. С 1427 до 1912 — под турецким владычеством.
Основными занятиями жителей этого региона в те времена было животноводство и сельское хозяйство, в частности, выращивание табака и конопли.
В 1999—2001 годы албанская военизированная организация Армия освобождения Прешева, Медведжи и Буяноваца вела здесь боевые действия против югославских частей, с целью присоединение этих трёх общин, в которых проживает множество этнических албанцев к Республике Косово.

## Известные уроженцы
- Даци, Неджат (род. 1944) — косовский политик, и. о. Президента Косова.